# Controles de capital
Los controles de capital son medidas económicas tales como los impuestos a las transacciones o topes de volumen y otras limitaciones que el gobierno de un país puede emplear para regular los flujos de entrada y de salida sobre la cuenta de capital interna del país. Se incluyen los controles de cambio que impiden o limitan la compra y venta de divisas al tipo de cambio del mercado, los controles sobre la compraventa internacional o la adquisición de diversos activos financieros, impuestos a las transacciones tales como la tasa Tobin, e incluso a veces se incluyen límites sobre la cantidad de dinero que un ciudadano privado está autorizado a utilizar en el exterior. Ha habido varios cambios en la opinión general sobre si los controles de capital son beneficiosos y en qué circunstancias se deben utilizar.
La corriente económica durante la primera mitad del consenso de Washington planteaba que los controles de capital no debían utilizarse, salvo en tiempos de crisis financieras. Esta visión ha sido cuestionada por aquellos que creen que los controles de capital son importantes para las naciones en desarrollo, o incluso para las naciones desarrolladas. Antes de la crisis financiera asiática de 1997-98, la opinión más aceptada era que los controles de capital siempre eran perjudiciales. Después de la crisis, que involucró a varias naciones que posteriormente adoptaron controles de capital; la visión cambió a una aceptación general de que los controles de capital pueden ser apropiados, incluso esenciales, en tiempos de crisis financieras. Durante la crisis islandesa de 2008-09, el FMI aprobó la aplicación de controles de capital para el manejo de la crisis. A finales de 2009 varios países impusieron controles de capital a pesar de que sus economías se habían recuperado o habían sido poco afectadas por la crisis mundial, y la razón que se dio fue que se empleó para limitar las entradas de capital que amenazaban con recalentar sus economías. Para febrero de 2010, el FMI había cambiado totalmente su posición inicial, afirmando que los controles de capital pueden ser útiles como una herramienta de política económica regular, incluso cuando no hay crisis por la cual haya que reaccionar, aunque todavía advierte en contra de su uso prolongado.

## Historia

### Antes de la Primera Guerra Mundial
Antes del siglo XIX había poca necesidad de controles de capital debido a los bajos niveles de comercio internacional e integración financiera. En la primera edad de la globalización, que en general data de 1870 a 1914, los controles de capital se mantuvieron en gran medida ausentes.

### De la Primera Guerra Mundial a la Segunda Guerra Mundial: de 1914 a 1945
Controles de capital altamente restrictivos se introdujeron tras el estallido de la Primera Guerra Mundial. En general se flexibilizaron para la década de 1920, solo para que se reforzaran nuevamente en 1929 tras la Gran Depresión. Esto no fue más que una respuesta ad hoc que potencialmente dañaba los flujos en lugar de realizar algún otro cambio basado en la teoría normativa económica. El historiador económico Barry Eichengreen expuso que el uso de controles de capital alcanzó su cúspide durante la Segunda Guerra Mundial, pero la visión más extendida opina que la puesta en práctica más generalizada ocurrió después de Bretton Woods.

 Un ejemplo de un control de capital en el periodo entre-guerras fue la tasa impositiva al vuelo (tax flight) introducida en 1931 por el canciller Brüning. El impuesto fue necesario para limitar la salida de capitales por parte de los residentes más ricos. En ese momento Alemania estaba sufriendo dificultades económicas debido a la Gran Depresión y las duras reparaciones de guerra impuestas tras la Primera Guerra Mundial. Tras el ascenso del nazismo al poder en 1933, el impuesto comenzó a recaudar ingresos considerables con respecto a la comunidad judía, que emigró para escapar del Estado antisemita.

### Era Bretton Woods: 1945–1971

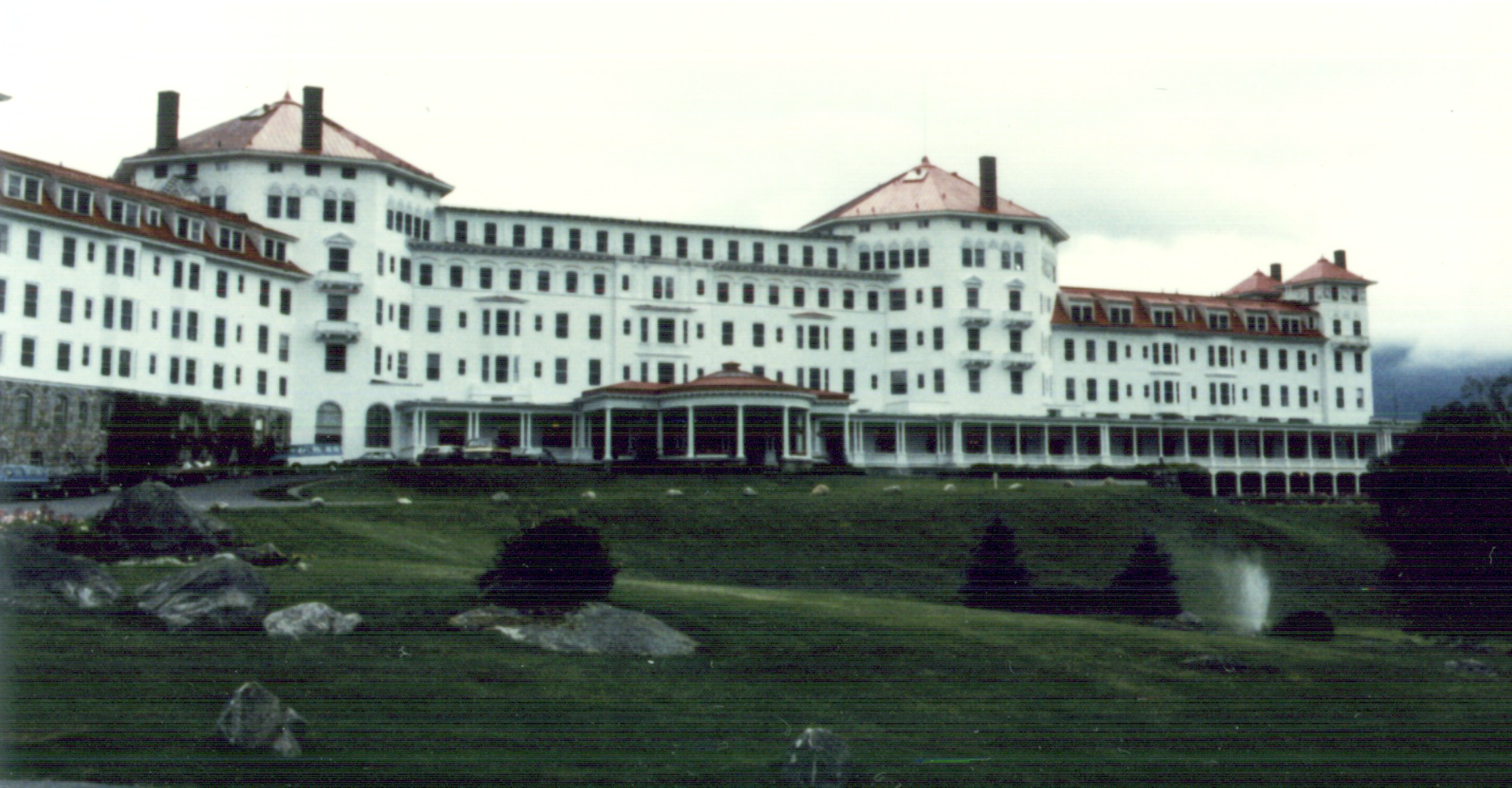
Un amplio sistema de controles de capital a nivel internacional se acordó en las conferencias de Bretton Woods en 1944.

Al final de la Segunda Guerra Mundial, el capital internacional estaba "enjaulado" por la imposición de fuertes controles de capital de un gran alcance, como parte del recién creado sistema de Bretton Woods – que se percibió que ayudaría a proteger los intereses de la gente común y a la economía en general. Estas medidas fueron muy populares en su época para el público occidental, que tenía una muy baja simpatía por los banqueros internacionales, a los cuales se les atribuía la Gran Depresión.
 Keynes, uno de los principales arquitectos del sistema Bretton Woods, previo a los controles de capital como una característica permanente del sistema monetario internacional, aunque él mismo hubiera estipulado que la convertibilidad de la cuenta corriente debería ser adoptada una vez que condiciones internacionales se hubieran estabilizado. Esto significaba que las monedas iban a ser libremente convertibles a los efectos del comercio internacional de bienes y servicios, pero esto no se aplicaba para los flujos de capitales. La mayoría de las economías industriales relajaron sus controles alrededor de 1958 para permitir que esto sucediera. Los otros arquitectos del sistema Bretton Woods, el estadounidense Harry Dexter White y su jefe, Henry Morgenthau, eran mucho menos radicales que Keynes, pero muy entusiastas. En su discurso de clausura de la conferencia de Bretton Woods, Morgenthau habló de cómo las medidas adoptadas conducirían a "...que los prestamistas usureros abandonaran el templo de las finanzas internacionales". Después de la revolución keynesiana, las dos primeras décadas que siguieron a la Segunda Guerra Mundial trajeron consigo una minúscula discusión en contra de los controles de capital, con la excepción de los argumentos difundidos por Milton Friedman. Sin embargo, desde finales de la década de 1950 comenzaron a mostrarse grietas en la eficacia de los controles de capital, en parte debido a innovaciones tales como el mercado de eurodólares. De acuerdo con Dani Rodrik, quedó en claro que la falta de eficacia se debió a una falta de voluntad por parte de los gobiernos para responder con rapidez al problema y su inhabilidad para hacer algo. La opinión predominante entre los economistas con respecto a los controles de capital comenzó a cambiar, ya que estos no se veían tan beneficiosos. Aunque la mayoría de los controles de capital en esa época se dirigían a los inversores internacionales y a los bancos, algunos fueron dirigidos a los ciudadanos. Por ejemplo, en la década de 1960, las familias británicas se encontraban en un punto en donde se les restringía el manejo de más de 50 £ para viajes vacacionales al extranjero. En el libro Esta vez es diferente, de los economistas Carmen Reinhart y Kenneth Rogoff, se señala que el uso de controles de capital en este período, incluso más que el rápido crecimiento económico, fue el responsable del bajo nivel de crisis bancarias que ocurrieron durante la era Bretton Woods.

### Período de transición y el consenso de Washington: 1971 – 2009
A fines de 1970, como parte del desplazamiento del keynesianismo en favor de las teorías y políticas orientadas hacia el libre mercado, los países comenzaron la eliminación de los controles de capital, iniciándose entre 1973 a 1974 con los Estados Unidos, Canadá, Alemania y Suiza, y siendo seguidos por Gran Bretaña en 1979. Las demás economías desarrolladas y emergentes las siguieron, principalmente en la década de 1980 y a principios de la siguiente. Durante el período que abarca aproximadamente desde 1980 hasta 2009, conocido como el Consenso de Washington, la opinión normativa era que los controles de capital se debían evitar con la excepción de tal vez utilizarlos durante una crisis. Fue sostenido ampliamente que la falta de controles permitía que el capital fluyera libremente hacia donde más se necesitaba, ayudando no solo a los inversionistas a disfrutar de un buen rendimiento, sino también a los ciudadanos a beneficiarse del crecimiento económico. Durante la década de 1980 muchas economías emergentes decidieron o se vieron obligadas por las economías desarrolladas a abandonar sus controles de capital.
 La visión ortodoxa de que los controles de capital eran una mala idea fue impugnada en cierta medida tras la crisis asiática financiera de 1997. Las naciones asiáticas que habían conservado sus controles de capital como la India y China podían emitir créditos y eso les permitió escapar a la crisis relativamente ilesos. El primer ministro de Malasia, Mahathir Mohamad, impuso controles de capital como medida de emergencia en septiembre de 1998, incluyendo estrictos controles para el intercambio y límites a las salidas de inversiones finaniceras — estas políticas fueron acertadas en la contención de los daños de la crisis.

 En los primeros años de la década del 2000, incluso algunos economistas que se decantaban a favor de la globalización como Jagdish Bhagwati y algunos autores de publicaciones como The Economist  se pronunciaron a favor de un papel limitado para los controles de capital. Pero mientras que muchos países de las economías en desarrollo habían perdido la fe en el consenso del libre mercado, este mantuvo un fuerte rol entre las naciones desarrolladas.

### Después del conceso de Washington: 2009 en adelante
Para el 2009, la crisis financiera global causó un resurgimiento en el pensamiento keynesiano que revirtió la ortodoxia que prevalecía anteriormente. Durante la crisis financiera islandesa de 2008-2009, el FMI propuso que se debían de imponer en Islandia controles de capital, cuya implementación calificó de "una característica esencial en el marco de la política monetaria, dada la escala potencial de salidas de capital”. En la segunda mitad de 2009, cuando la crisis disminuyó y la actividad financiera se revitalizo, varias economías emergentes adoptaron controles de capital limitados para protegerse en contra de los posibles efectos negativos de las entradas de capital. Esto incluyó el Brasil que aplicó un impuesto a la compra de activos financieros por extranjeros y a Taiwán que restringió a los inversores extranjeros para que no pudieran comprar depósitos a plazo. 
Afirmaciones a favor de los controles de capital por parte de varios economistas prominentes, junto con un informe de febrero de 2010 realizado por el FMI han declarado que se llegó al "fin de una era" y han afirmado conjuntamente que existe un retroceso en la posición inicial que el FMI sostuvo desde hace mucho tiempo sobre la utilización de los controles de capital en situaciones de crisis.

 Sin embargo, el FMI advierte que los controles de capital no siempre son adecuados y no deben utilizarse como una alternativa a cambios económicos más desafiantes necesarios a raíz de algún problema económico.
En junio de 2010 el Financial Times publicó varios artículos sobre la creciente tendencia hacia el uso de controles de capital. En ellos se notó la voz de influyentes instituciones como el Banco Asiático de Desarrollo (BAD) y el Banco Mundial que se han sumado al FMI en el asesoramiento sobre el papel de los controles de capital. El FT informó sobre el reciente endurecimiento de los controles en Indonesia, Corea del Sur, Taiwán, Brasil y Rusia. En Indonesia recientemente se han implementado controles que incluyen un período mínimo de un mes para determinados valores. En Corea del Sur se han impuesto límites en forwards a divisas a plazo. En Taiwán el acceso que tienen los inversionistas extranjeros a ciertos depósitos bancarios se ha restringido. El FT advierte de que los controles tienen una desventaja que incluye la creación de posibles problemas para la atracción de fondos a futuro.

### El problema de la trinidad imposible
La historia de los controles de capital a veces se discute en relación con la trinidad imposible — la cual sugiere que es imposible obtener simultáneamente más de dos de los siguientes tres objetivos macroeconómicos para un país en un periodo de tiempo determinado: 1) Un tipo de cambio fijo, 2) una política monetaria autónoma, 3) la libre circulación de capitales (ausencia de controles de capital). 
En la primera era de la globalización, los gobiernos en gran parte optaron por perseguir un tipo de cambio estable en el tiempo que permitiera la libre circulación de capitales —el sacrificio de su política monetaria fue dictada en gran medida por las condiciones internacionales y no por las necesidades de la economía nacional. En el período del sistema de Bretton Woods los gobiernos fueron libres de tener tanto un tipo de cambio estable como políticas monetarias autónomas, al precio de mantener controles de capital. Mientras que en el período del consenso de Washington, las economías desarrolladas en general, optaron por permitir la libertad de capitales y seguir manteniendo una política monetaria independiente aceptando la flotación o semi-flotación del tipo de cambio.

## Libre circulación de capitales y pagos

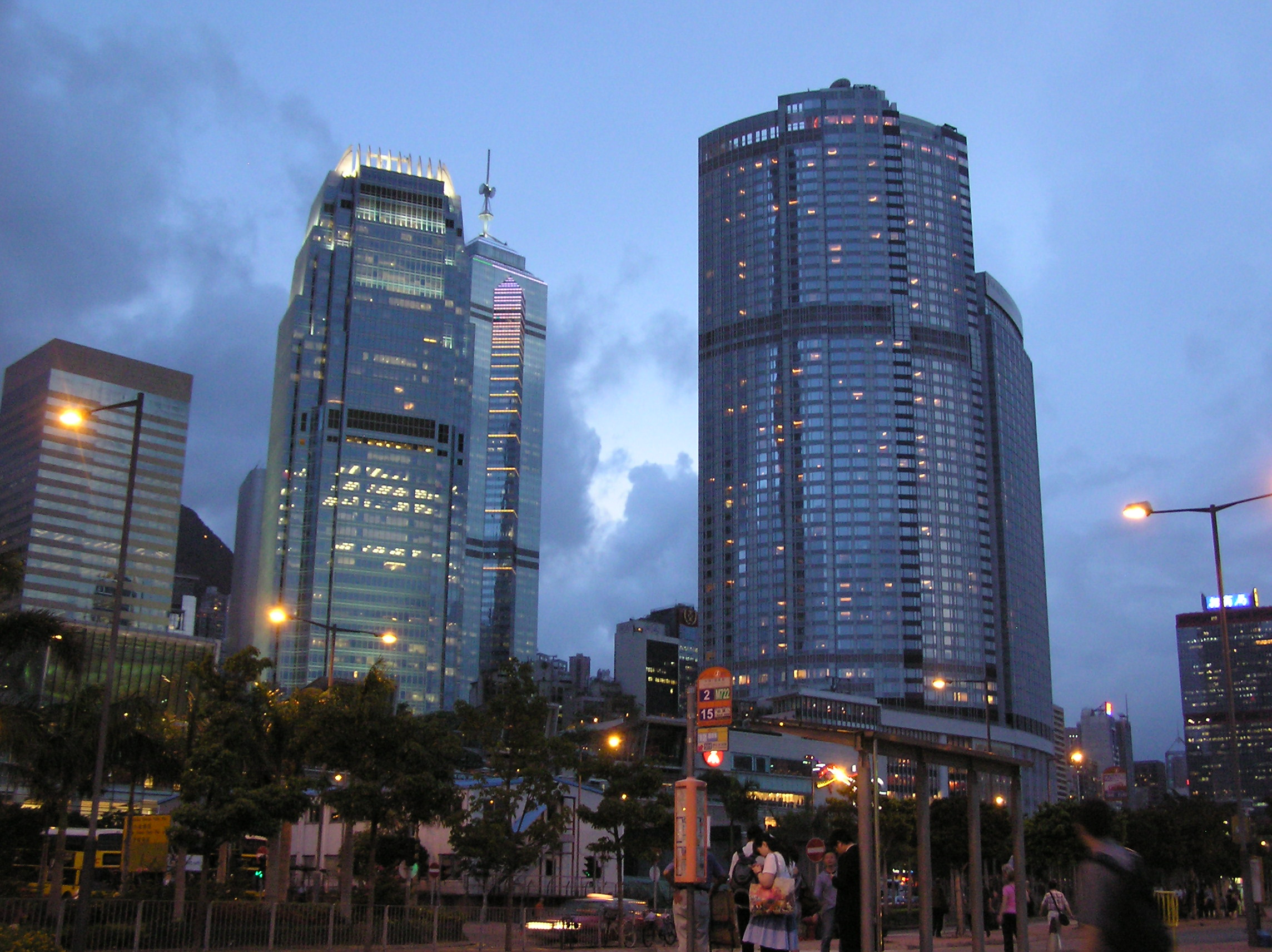
Inversores como los del International Finance Centre siempre encontrarán la manera de explotar rentablemente cualquier agujero o laguna legal en los controles de capital, a solo semanas o días después de su aplicación.

La plena libertad de circulación de capitales y pagos hasta ahora solo ha sido abordada entre un par de estados individuales que tienen acuerdos de libre comercio y libertad relativa de controles de capital, tales como Canadá y los Estados Unidos o en regiones como la Unión Europea con sus “Cuatro libertades". Durante la primera época del capitalismo que se terminó con la llegada de la Primera Guerra Mundial, había muy pocas restricciones a la circulación de capital, pero todas las economías importantes a excepción de Gran Bretaña y los Países Bajos restringían los pagos de bienes al controlar el uso de la cuenta corriente con instrumentos tales como los aranceles u otras tasas.

### Argumentos a favor del libre movimiento de capitales
Economistas a favor del libre mercado exponen las siguientes ventajas para la libre circulación de capitales:
- Mejora el bienestar económico en general al permitir que los ahorros se canalicen para su uso más productivo.[16]
- Al alentar la inversión extranjera directa que ayuda a las economías en desarrollo a beneficiarse de la experiencia extranjera.[16]
- Permite a los estados recaudar fondos de los mercados externos para ayudarles a mitigar una recesión temporal.[16]
- Cuando los controles incluyen impuestos, los fondos recaudados son a veces desviados por funcionarios corruptos del gobierno para su uso personal.[4]
- Los canales informales conocidos como los hawala a través de Asia han sido siempre capaces de evadir los controles sobre los movimientos de las divisas.

### Argumentos a favor de los controles de capital
Economistas a favor del uso de controles de capital han expuesto los siguientes puntos.
- El crecimiento económico mundial fue considerablemente más alto en promedio durante el sistema Bretton Woods, en donde los controles de capital se utilizaron ampliamente. Utilizando el análisis de regresión, economistas como Dani Rodrik no han encontrado una correlación positiva entre el crecimiento y la libre movilidad de capitales.[16]

- Los controles de capital que restringen a los residentes de un país a poseer activos en el extranjero pueden asegurar que el crédito interno disponible sea más barato de lo que sería en otro caso. Este tipo de control de capital sigue vigente en la India y en la China. En la India los controles alientan a los residentes a proveer fondos económicos directamente del gobierno, mientras que en la China los controles se traducen en que las empresas chinas tienen una fuente barata para realizar sus préstamos.[12]
- Las crisis económicas han sido bastante más frecuentes desde que los controles del sistema Bretton Woods se desmantelaron. Incluso los historiadores económicos que afirman que controles de capital son un tipo de represión han concluido que los periodos con controles de capital fueron los responsables de un alto crecimiento económico y un bajo nivel de crisis financieras.[12] Los estudios han encontrado que las grandes entradas de capital descontroladas con frecuencia han perjudicado a los países en desarrollo, por lo que su moneda se aprecia, y contribuye a la inflación, haciendo insostenible el auge económico, que a menudo precede a la crisis financieras, los flujos de entrada se convierten en fugas de capitales después de que la crisis se ha desencadenado. El riesgo de crisis es especialmente alto en las economías en desarrollo, donde los flujos de entrada de capital se convierten en préstamos denominados en divisas externas por lo cual los reembolsos no pueden ser realizados directamente en monedas domésticas.[1][30][31]